# Вайшали
Вайшали (англ. Vaishali) — город в Древней Индии, в VI веке до н. э. служивший столицей государства Личчхавов — одного из первых государств в мире с демократической республиканской формой правления. Вайшали является важным местом паломничества для буддистов и джайнов. В 599 году до н. э. здесь родился 24-й тиртханкара Махавира. Будда перед смертью прочитал здесь свою последнюю проповедь. В 383 году до н. э. в Вайшали состоялся Второй буддийский собор. Будда посещал Вайшали много раз. В его времена Вайшали был крупным, богатым и процветающим городом. Самые ранние упоминания о Вайшали содержатся в записках китайских путешественников Фасяня и Сюаньцзана. Вайшали располагался на месте деревни Басрах в современном округе Вайшали в штате Бихар. Местоположение древнего города определил в 1861 году британский археолог Александр Каннингем.